# George Henry Williams
George Henry Williams (New Lebanon, 23 marzo 1823 – Portland, 10 aprile 1910) è stato un politico statunitense.

## Biografia
Nato da Taber Williams e Lydia Goodrich Williams, lavorò inizialmente come avvocato a Fort Madison nello stato di Iowa.
Fu il 33º procuratore generale degli Stati Uniti durante la presidenza di Ulysses S. Grant (18º presidente).
Fu anche senatore degli Stati Uniti per lo stato dell'Oregon dal 4 marzo 1865 al 3 marzo 1871.
Sposò Kate Van Antwerp nel 1850 e successivamente nel 1867 Kate Hughes George, adottò 2 bambini. Alla sua morte il corpo venne seppellito al River View Cemetery.